# Norbert Sipos
Dans le nom hongrois Sipos Norbert, le nom de famille précède le prénom, mais cet article utilise l’ordre habituel en français Norbert Sipos, où le prénom précède le nom.
Pour les articles homonymes, voir Sipos.
Norbert Sipos est un footballeur hongrois né le 21 mars 1981 à Szombathely (Hongrie).